# دیک اسموترس
دیک اسموترس (به انگلیسی: Dick Smothers) (زاده ۲۰ نوامبر ۱۹۳۹) بازیگر آمریکایی است.
او برادر تام اسموترس است.
از فیلم‌های معروف او می‌توان به بازی در فیلم اطلاع‌رسانی! اشاره کرد.